# Heliga Treenighetens grekisk-ortodoxa kyrka, Lowell
Heliga Treenighetens grekisk-ortodoxa kyrka (engelska: Holy Trinity Greek Orthodox Church) är en grekisk-ortodox kyrkobyggnad belägen vid Lewis Street 62, i staden Lowell, i Middlesex County i delstaten Massachusetts, i nordöstra USA.
Kyrkan är helgad åt Treenigheten och tillhör det Grekisk-ortodoxa ärkestiftet i Amerika i Konstantinopels ekumeniska patriarkat i den Grekisk-ortodoxa kyrkan.

## Historik
Heliga Treenighetens grekisk-ortodoxa kyrka i Lowell invigdes år 1908. Den byggdes enligt ritningar av arkitekt Henry L. Rourke.
Mellan 2010 och 2011 genomgick kyrkan renoveringar.

## Kyrkan
- Kyrkan är byggd i bysantinsk stil, vilket gör att den är även den första grekisk-ortodoxa kyrkan som har uppförts i den stilen i USA.[6]

- Exteriört liknar kyrkan till en viss del Hagia Sofia i Istanbul, Turkiet.[6]

## Bilder

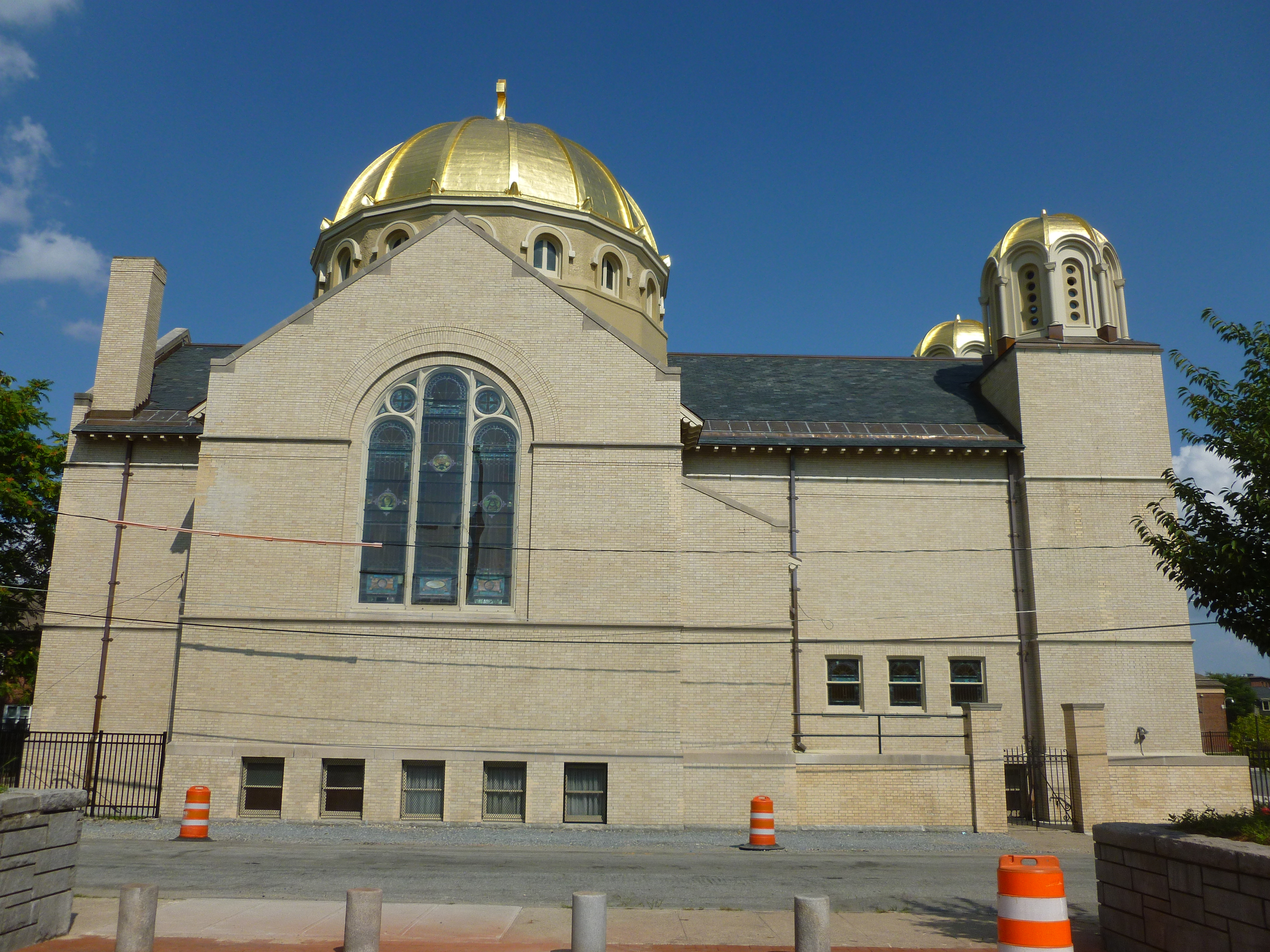
Kyrkan från sidan.
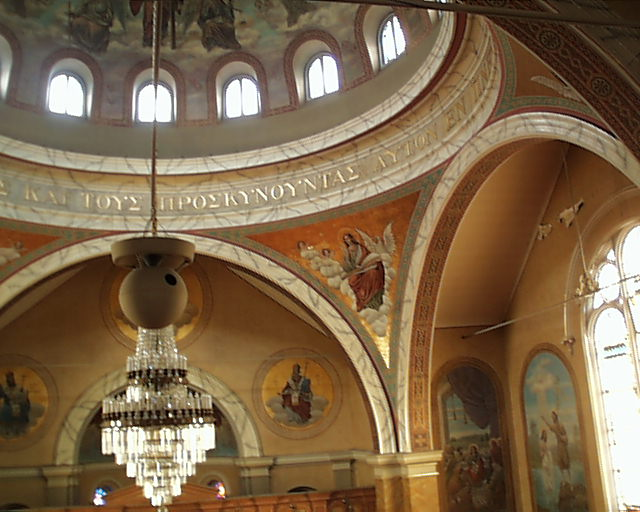
Kyrkans interiör.